# Archivo General de Notarías de la Ciudad de México

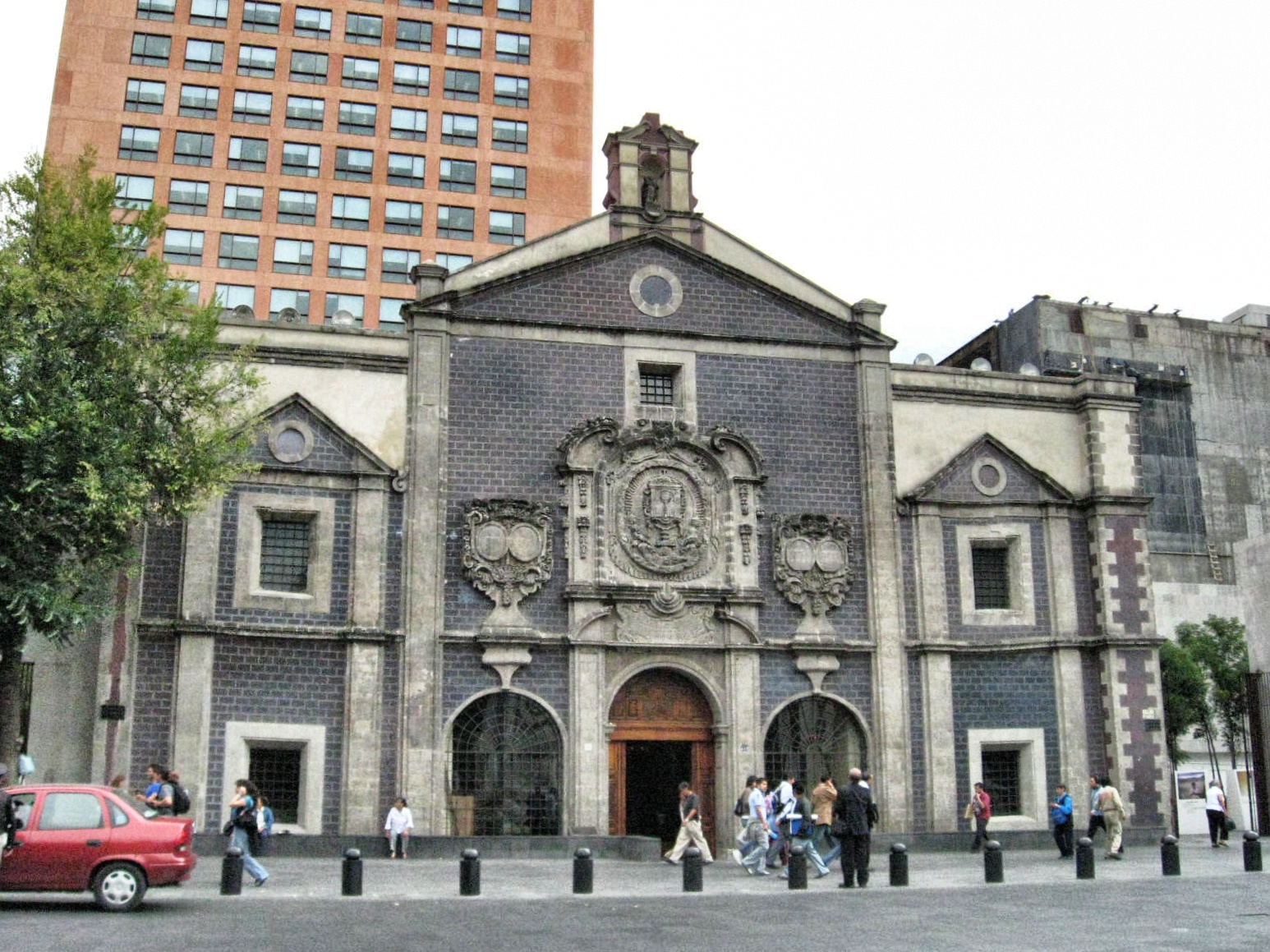
El Ex Templo de Corpus Christi, sede del Acervo Histórico del Archivo General de Notarías desde el 14 de julio de 2005 (Centro Histórico, alcaldía Cuauhtémoc, Ciudad de México). El Acervo Histórico de Notarías de la CDMX se encuentra en avenida Juárez 44, en el Centro Histórico. El Acervo Contemporáneo se encuentra en la Candelaria de los Patos (Candelaria 60, colonia La Merced, alcaldía Venustiano Carranza).

El Archivo General de Notarías de la Ciudad de México (conocido como Archivo General de Notarías), es una instancia del Gobierno de la Ciudad de México dependiente de la Dirección General Jurídica y de Estudios Legislativos, que se encarga de la conservación, custodia y reproducción de los documentos contenidos en sus apéndices y protocolos, así como de la guarda de los sellos de los notarios públicos y demás documentos notariales que en él se depositen. El archivo incluye dos acervos: el Acervo Histórico, sito desde 2005 en el Ex Templo de Corpus Christi, en el Centro Histórico de la Ciudad de México, y el Acervo Contemporáneo, sito en la Candelaria de los Patos.

## Historia
Desde la antigüedad, en México el conjunto documental procedente del ejercicio notarial se consideraba como parte esencial para el desempeño del oficio de notario. Este conjunto documental era propiedad de la notaría, ya que ante la muerte del titular este acervo pasaba a manos del sustituto; en el siglo XIX, las notarías formaban parte de los oficios vendibles y renunciables, y se tenía la certeza de que los protocolos pertenecían indudablemente al notario público.

## Creación

### Inicios delsigloXX
A inicios del siglo XX, se estableció que al Estado deben corresponder los documentos notariales y por ello sería el responsable y encargado del resguardo de los documentos notariales y, por tal motivo, los titulares de las notarías debían hacer entrega de los protocolos que en ese momento se encontraban a su cargo; para tal fin fue creada una Institución donde quedaron depositados bajo su custodia y conservación el haber protocolario de la Ciudad de México.[cita requerida]
Esta institución fue llamada Archivo General de Notarías del Distrito Federal, y su creación quedó establecida en la Ley del Notariado, expedida el 11 de noviembre de 1901 y promulgada el 19 de diciembre de ese mismo año por Porfirio Díaz Mori.

### Década de 1940
En 1941, a la Dirección de Servicios Legales se le encomendaban todas las funciones jurídicas del Departamento del Distrito Federal, según su Ley Orgánica, publicada el 31 de diciembre de ese año en el Diario Oficial de la Federación.[cita requerida]

### Década de 1970
En 1970, con la publicación de Reformas a la Ley Orgánica del Departamento del Distrito Federal de 1941, decretada por el presidente de la República, se le dio el carácter de Dirección General, con las mismas atribuciones.[cita requerida]
En 1972, se reformó y adicionó la Ley Orgánica del Departamento del Distrito Federal de 1970 y se le cambió el nombre de Dirección de Servicios Legales por el de Dirección Jurídica de Gobierno, sin alterarse sus atribuciones.[cita requerida]

### Década de 1980
En 1983, el presidente Constitucional del país reformó y adicionó la Ley Orgánica del Departamento del Distrito Federal, publicada en el Diario Oficial de la Federación, y emitió un nuevo Reglamento Interior del Departamento del Distrito Federal, y se creó así la Dirección General Jurídica y de Estudios Legislativos.[cita requerida]
El 18 de abril de 1983, se aprobó la estructura orgánica de la Dirección General, la cual quedó integrada como sigue:
- Dirección General
- Secretaría Particular
- Dirección Consultiva y de Asuntos Notariales

- Subdirección de Convenios y Contratos

- Unidad Departamental Consultiva
- Unidad Departamental de Contratos

- Subdirección de Notariado

- Unidad Departamental de Notariado
- Unidad Departamental del Archivo General de Notarías

- Dirección de Legislación y Normas

- Subdirección de Estudios Legislativos

- Unidad Departamental de Proyectos Legislativos
- Unidad Departamental de Proyectos Reglamentarios

- Subdirección de Normas y Publicaciones

- Unidad Departamental de Normas
- Unidad Departamental de Publicaciones

En agosto de 1985, se cambió la estructura original, y se liquidaron las Unidades Departamentales de Normas y de Recursos Humanos, que se transformaron en las Unidades Departamentales de Normas y Publicaciones y de Recursos Humanos Financieros e Investigación y Desarrollo Administrativo, respectivamente.[cita requerida]

### Década de 1990
En 1990, se hizo una nueva reestructuración a la Unidad Administrativa, la cual consistió en darle una nueva denominación a la Dirección de Legislación y Normas, por la de Dirección de Legislación y Trámites Inmobiliarios. Además, la Unidad Departamental de Trámites Funerarios se convirtió en la Unidad Departamental de Publicaciones y Trámites Funerarios, que absorbió las funciones de la anterior. También se creó la Unidad Departamental de Expropiaciones, Reversiones y Desincorporación.[cita requerida]
En 1995, por la racionalización presupuestal, se suprimieron dos Unidades Departamentales: la de contratos y la de Recursos Humanos, Financieros e Investigación y Desarrollo Administrativo.[cita requerida]
Las atribuciones originales de la Dirección General Jurídica y de Estudios Legislativos se establecieron primeramente en el artículo 52 del Reglamento Interior del Departamento del Distrito Federal, y posteriormente en el artículo 37 y en 1997 en el artículo 22 del Reglamento Interior de la Administración Pública del Distrito Federal.[cita requerida]

### SigloXXI
El 29 de diciembre de 2000, se autoriza la reestructuración de la Dirección General Jurídica y de Estudios Legislativos.[cita requerida]
En mayo del 2001, se autoriza el dictamen n.º 153/2001 y organigramas referentes a la reestructuración orgánica de la Consejería Jurídica y de Servicios Legales, Unidades Administrativas adscritas a su sector, la cual entra en vigor a partir del 1° de mayo del 2001.[cita requerida]
El 29 de mayo del 2003, se autoriza la reestructuración Orgánica de la Dirección General Jurídica y de Estudios Legislativos, en la cual se crea una Jefatura de Unidad Departamental de Ventanilla Única adscrita a la Dirección General Jurídica y de Estudios Legislativos, se transforma la Jefatura de Unidad Departamental del Archivo General de Notarías en la Subdirección de Archivo General de Notarías, y se le crean dos Jefaturas de Unidad Departamental, la de Certificaciones, Calificación y Testamentos y la de Acervos Notariales, que entra en vigor a partir del 1° de febrero del 2003.[cita requerida]

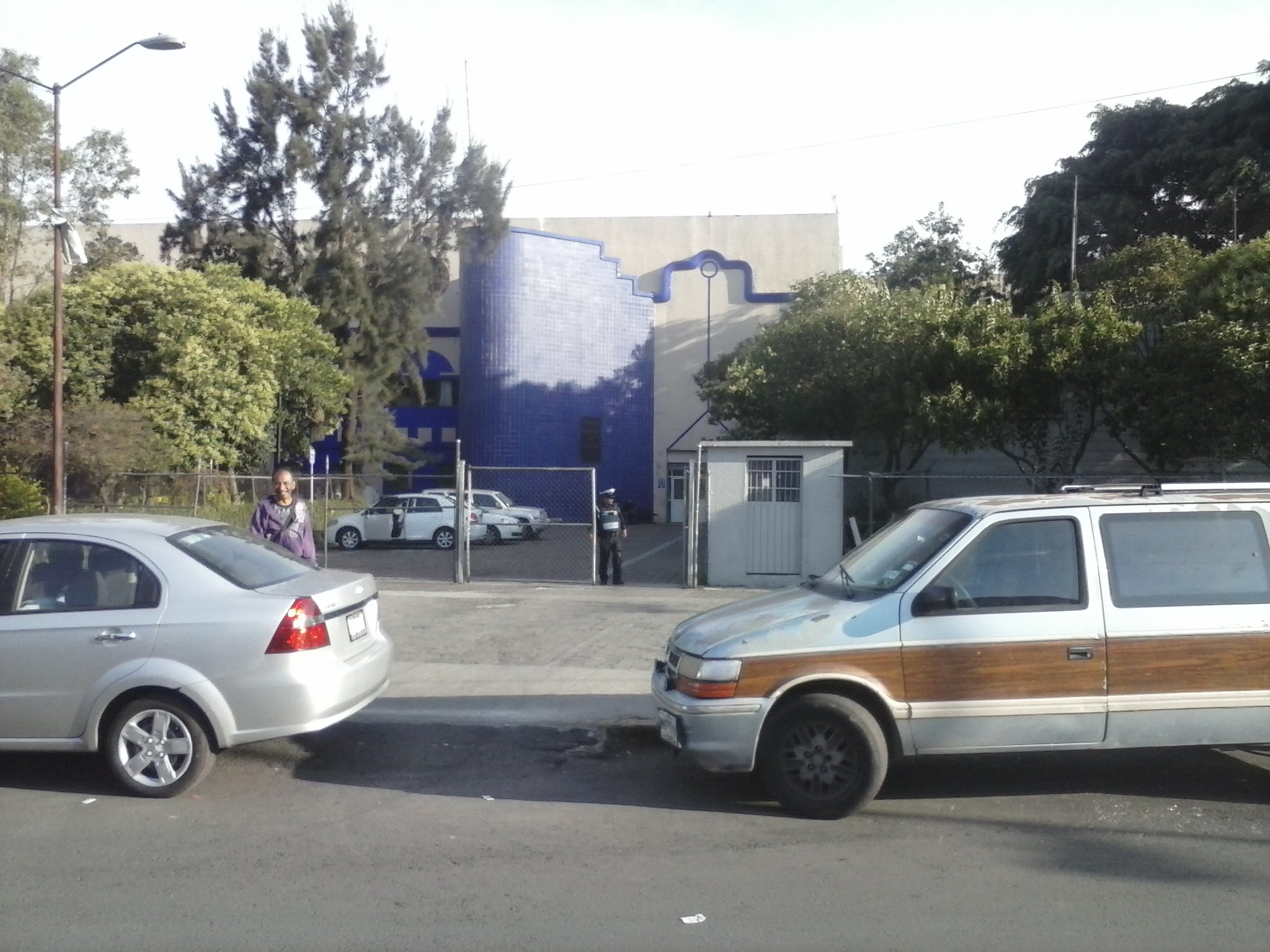
Entrada principal de las oficinas que ocupó el Acervo Histórico del Archivo General de Notarías y donde aún se encuentra resguardado el Acervo Contemporáneo del mismo, en Candelaria de los Patos, en las proximidades de la estación del metro Candelaria.

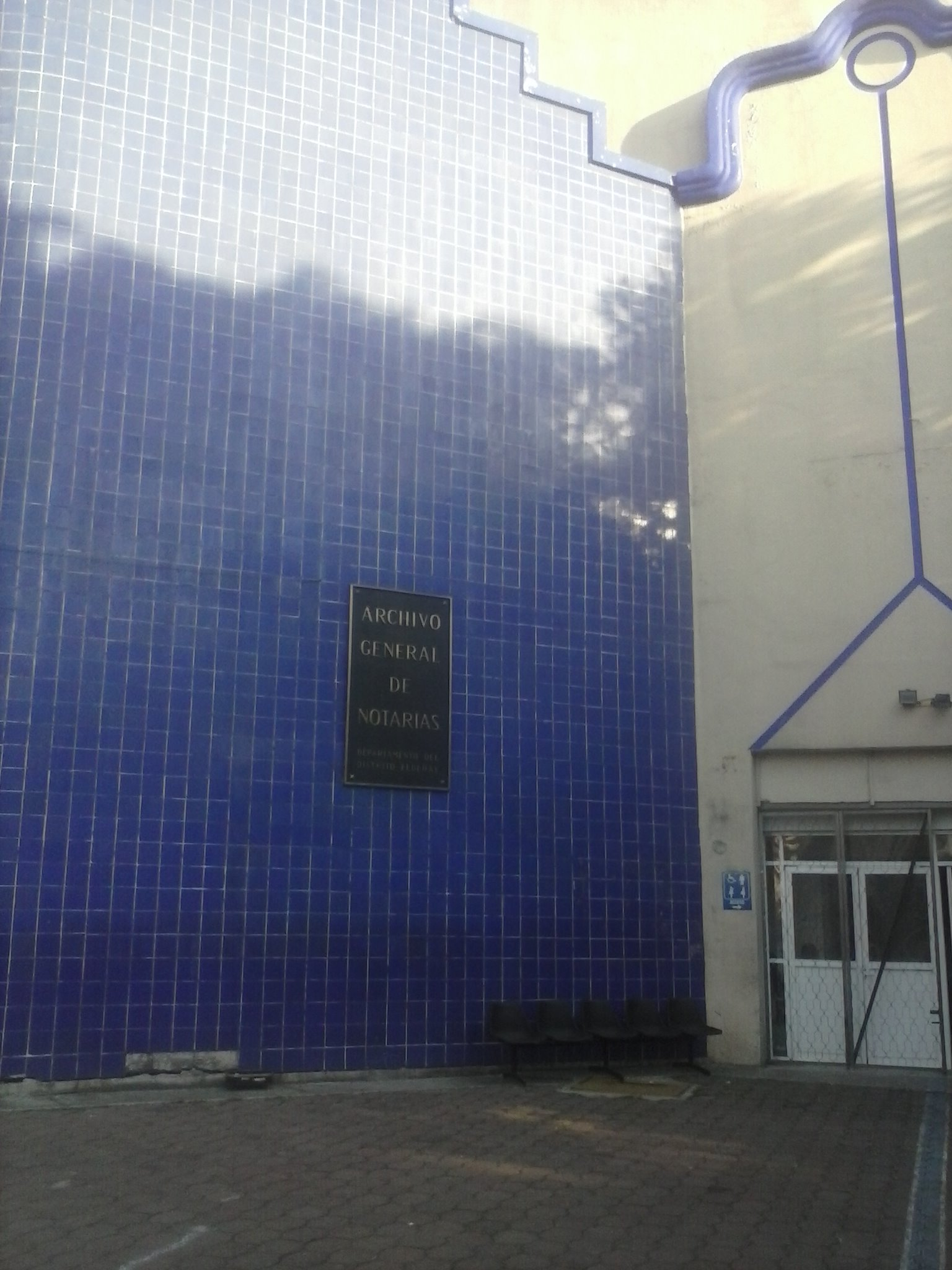

Es importante resaltar que, al separarse el acervo histórico del contemporáneo, fue preciso dotar al edificio de la Candelaria de una estructura administrativa mínima que se encargase de custodiar y cuidar la documentación e información que obra en el mismo, para impedir o evitar el mal uso, la sustracción, destrucción, ocultamiento o inutilización del fondo antiguo y el contemporáneo.[cita requerida]

## Sedes pasadas y presente
El Archivo General de Notarías y sus Acervos Histórico y Contemporáneo han ocupado, entre otras, las siguientes sedes:
- la planta baja del antiguo edificio del Departamento del Distrito Federal (antes "Antiguas Casas Consistoriales o de la Diputación");
- calle de Mesinas, hoy Calle de República de Cuba;
- edificio al lado de la iglesia de Santa Clara, en la calle Filomeno Mata;
- parte poniente del antiguo edificio del Departamento del Distrito Federal;
- la Aduana de Santo Domingo;
- el edificio de la Procuraduría del Distrito Federal;
- oficinas del Registro Público de la Propiedad y del Comercio, en la avenida Manuel Villalongín;
- el edificio de Donceles 104, parte del Convento de la Enseñanza (1968-1988);
- calle Candelaria 60, colonia La Merced, alcaldía Venustiano Carranza;
- el Acervo Histórico se encuentra, desde el 14 de julio del 2005, en el Ex Templo de Corpus Christi, en el Centro Histórico; el Acervo Contemporáneo sigue archivado en las instalaciones de Candelaria de los Patos.[2]

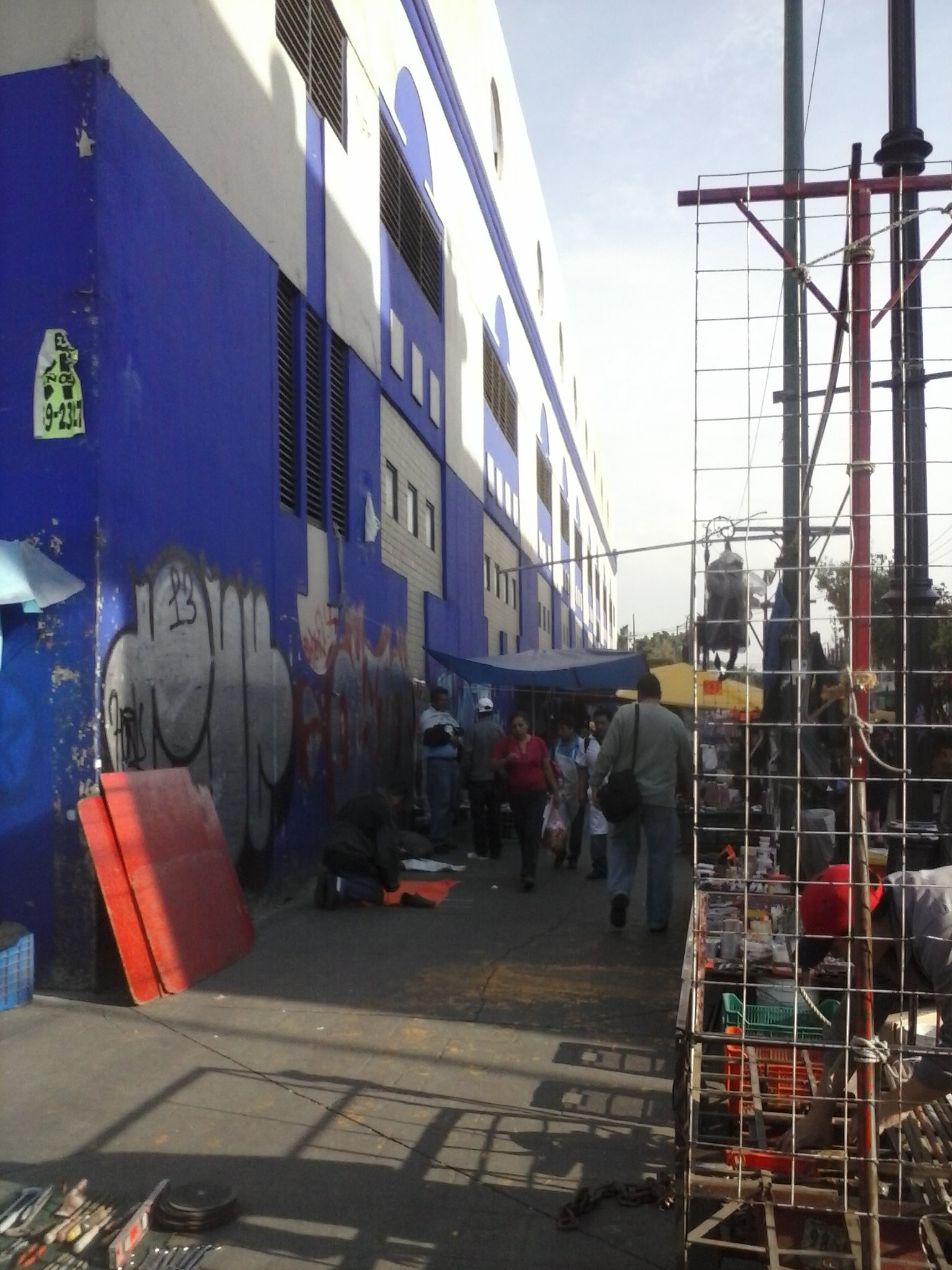
Comercio ambulante en las afueras de la sede del Acervo Contemporáneo del Archivo General de Notarías del Distrito Federal, en las cercanías de la estación del metro Candelaria. El Acervo Histórico se encuentra en el ex templo de Corpus Christi, en el Centro Histórico.

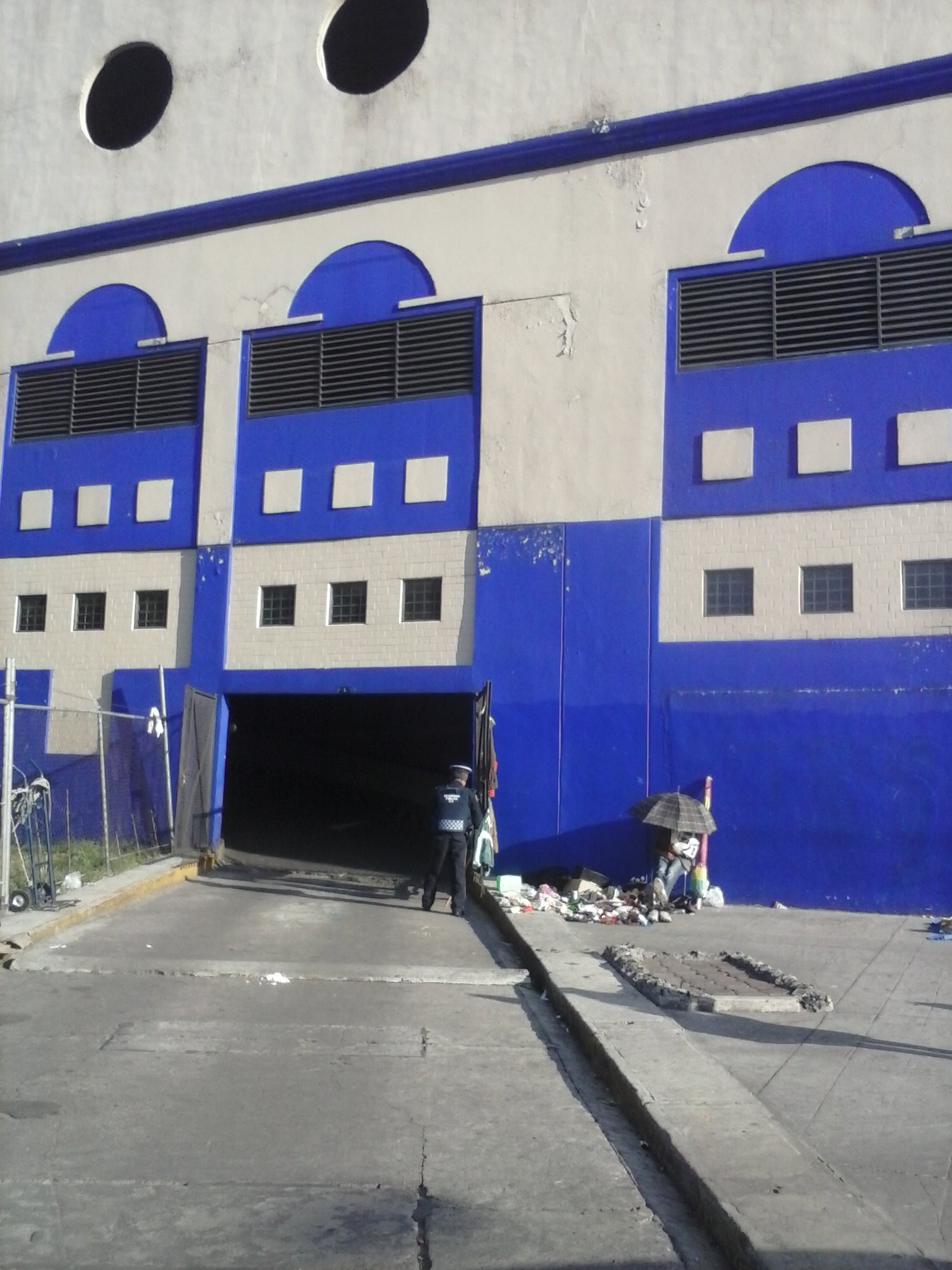
El mal mantenimiento de las instalaciones del Archivo General de Notarías del Distrito Federal

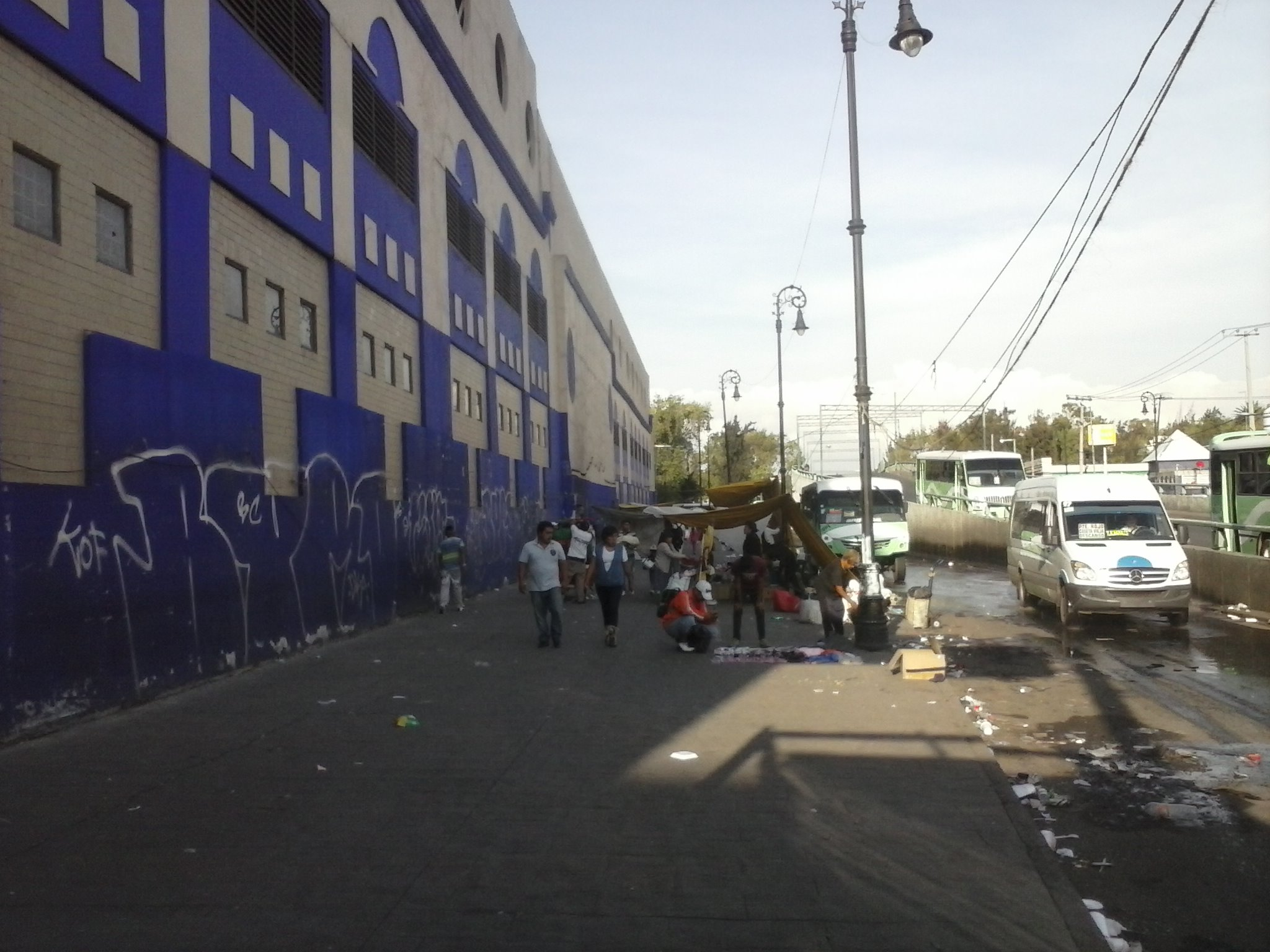
Cara trasera

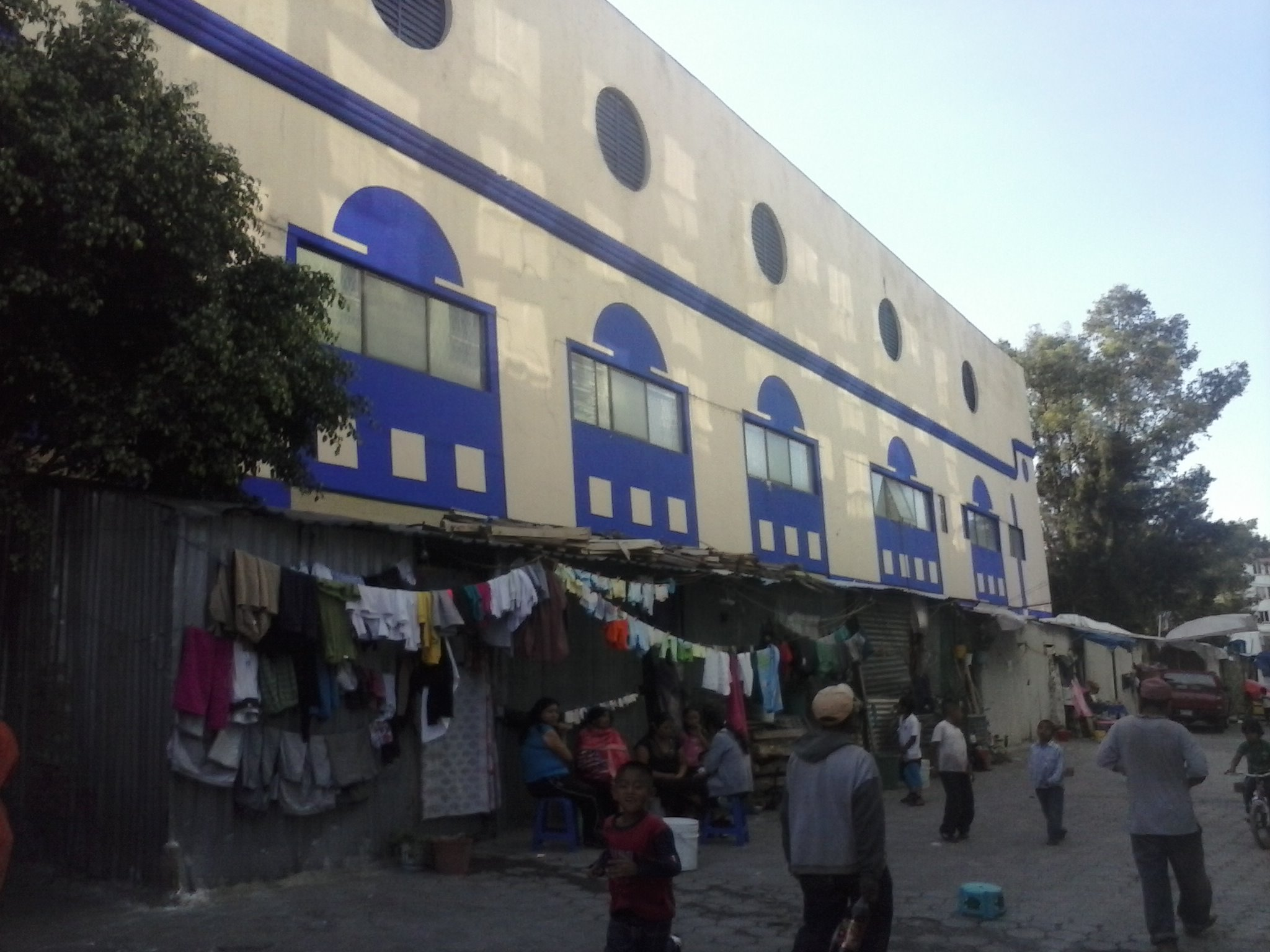
Vista de una de las caras

## Ejemplos de documentos históricos resguardados
El Acervo Histórico del Archivo General de Notarías tiene en su haber documentos como los siguientes:
- el testamento de Sor Juana Inés de la Cruz;
- el testamento del historiador Lucas Alamán;
- el testamento de Leona Vicario;
- documentos jurídicos relacionados con Hernán Cortés, Benito Juárez y Melchor Ocampo.[1]

## Constitución
El Archivo General de Notarías del Distrito Federal incluye y resguarda:
- a)	Documentos que den los notarios del Distrito Federal
- b)	Protocolos que no puedan conservar los notarios
- c)	Sellos de notarios que deban inutilizarse
- d)	Expedientes, manuscritos y otros documentos que indique la ley

## Funciones
El Archivo General de Notarías del Distrito Federal tiene como uno de sus deberes informar a la Dirección General Jurídica y de Estudios Legislativos cuando algún notario no cumpla la ley para que sea sancionado.
El titular del Archivo General de Notarias del Distrito Federal debe:
- a)	Celebrar convenios para acrecentar, conservar y difundir el acervo del archivo.
- b)	Ayudar a la función notarial.
- c)	Impulsar la investigación.
- d)	Estudiar como conservar la documentación relacionada con la información notarial.
- e)	Expedir y reproducir documentos públicos a solicitud de parte interesada.
- f)	Certificar documentos solicitados por autoridades (judiciales, administrativas y legislativas).
- g)	Revisar que los libros que se custodiarán cumplan con los requisitos de ley (5 días hábiles a que los recibió, y el notario deberá recogerlos el 6 to,7.º  u el 8.º día).
- h)	Recibir los sellos que no se deben volver a utilizar, ya sea por viejos o encontrados tras un largo periodo de tiempo.
- i)	Recibir los documentos que entregan los notarios y, después de un tiempo, devolverles los que no pueda custodiar de forma definitiva.
- j)	Recibir de los notarios avisos de testamento.
- k)	Calificar las solicitudes de los particulares.
- l)	Registrar las patentes de aspirantes a notario y de notarios.
- m)	Recibe las inspecciones de autoridad competente cuando la ley lo permita.
- n)	Colaborar en el mantenimiento y actualización del Sistema de Datos del Registro Nacional de Testamentos.
- El archivo será privado, con documentos que tengan una antigüedad de 70 años o menos.
- Solo se le dará copia simple o certificada a quien compruebe tener interés jurídico y haya pagado los derechos.
- El titular y todos los empleados del Archivo deberán guardar el secreto de la información; de lo contrario, serán sancionados administrativamente.

## Horario de atención y ubicación
- El Acervo Histórico se encuentra en el Ex Templo de Corpus Christi, en la Plaza Juárez, sobre la Avenida Juárez, en el Centro Histórico de la Ciudad de México, enfrente de la Alameda Central. Labora de lunes a viernes de 9 a 13:30 horas.[7]
- El Acervo Contemporáneo se encuentra en Candelaria de los Patos, en Candelaria 60, colonia La Merced, alcaldía Venustiano Carranza. Labora de lunes a viernes de 9 a 13:30 horas.